# Puig de les Creus
El Puig de les Creus és una muntanya de 923 metres que es troba al municipi de Pontils, a la comarca de la Conca de Barberà.
Al cim podem trobar-hi un vèrtex geodèsic (referència 272122001).